# Salomon van Ruysdael

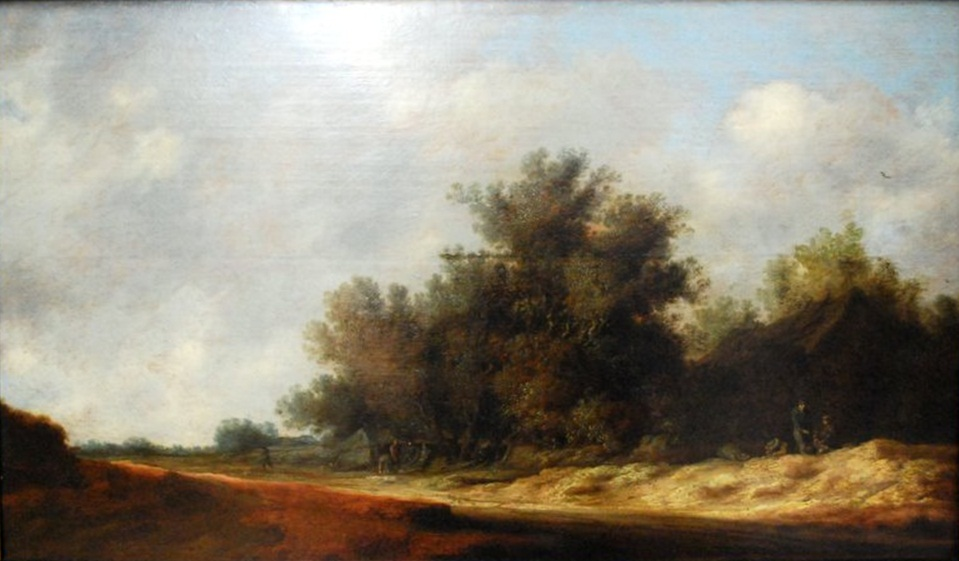
Droga wśród wydm (1631), Muzeum Narodowe w Warszawie

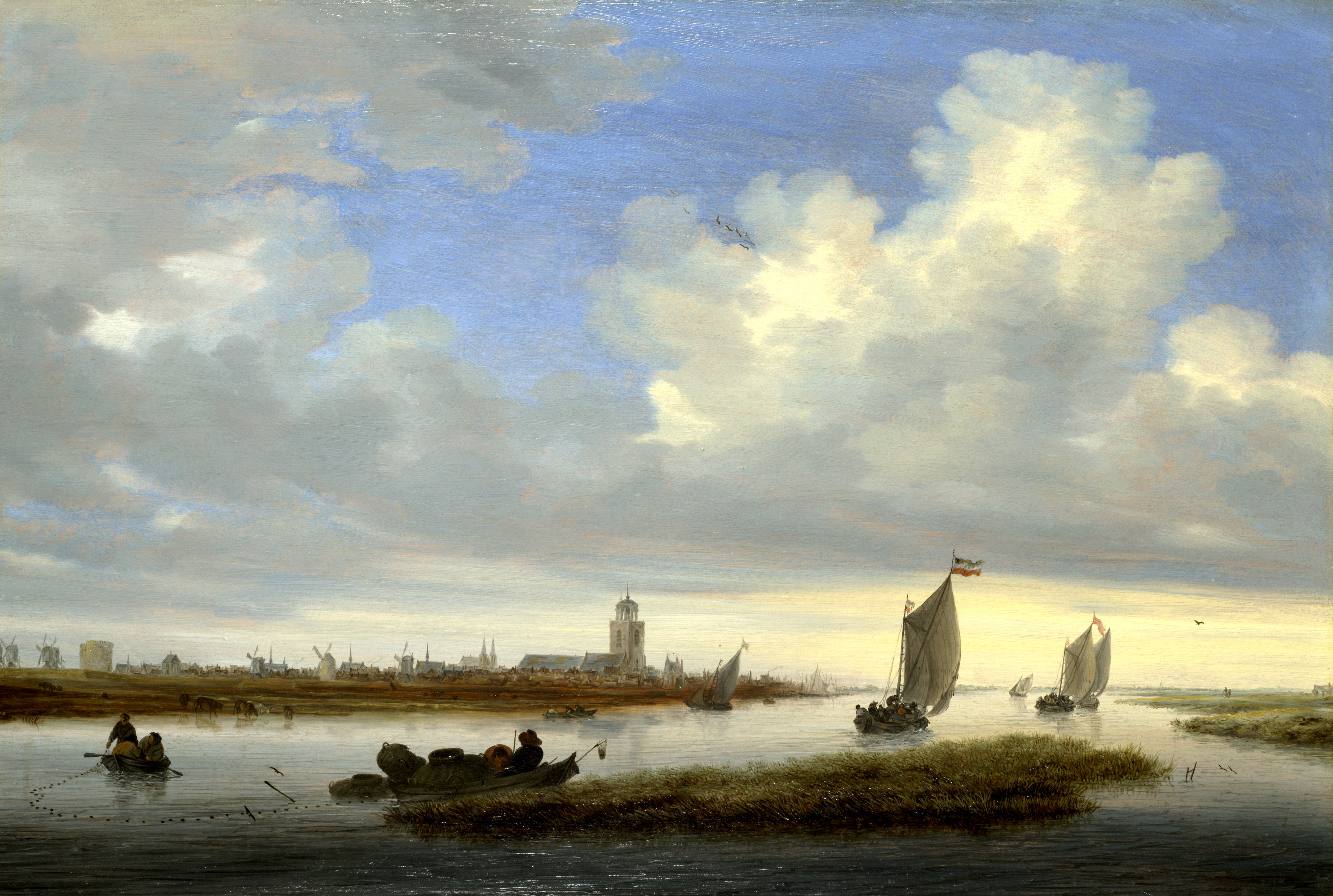
Widok na Deventer, widziany od strony północno-zachodniej (1657), National Gallery w Londynie

Salomon van Ruysdael (de Gooyer)  (ur. 1600-1603 w Naarden, poch. 1670 w Haarlemie) – holenderski malarz pejzażysta. Stryj Jakuba van Ruisdaela.
Od 1623 roku był członkiem, a od 1648 przewodniczącym gildii malarzy w Haarlemie. Malował równinowe krajobrazy holenderskie w tonach brązowych. Dzieła Salomona van Ruisdaela znajdują się w dużych zbiorach europejskich.
Jego obrazy są monochromatyczne, przedstawiają najczęściej drogi wiejskie, wydmy oraz oberże wśród drzew.
W Muzeum Narodowym w Warszawie znajdują się 2 obrazy: Droga wśród wydm (1631), Krajobraz z powyginanym drzewem, w Muzeum Pałacu Króla Jana III w Wilanowie obraz Bydło u wodopoju. Natomiast 
w Galerii Malarstwa i Rzeźby Muzeum Narodowego w Poznaniu obraz Połów ryb na Renie (1659)

## Główne dzieła
- Brzeg rzeki (1630, Alte Pinakoteke, Monachium),
- Strumień (1644, Haga),
- Droga i rzeka (1646, Rotterdam),
- Prom (1647, Bruksela),
- Pejzaż wodny (1649, Rijksmuseum, Amsterdam),
- Wieś (1663, Amsterdam).